# Euphyia notabilis
Euphyia notabilis är en fjärilsart som beskrevs av Burrau 1950. Euphyia notabilis ingår i släktet Euphyia och familjen mätare. Inga underarter finns listade i Catalogue of Life.